# سحور

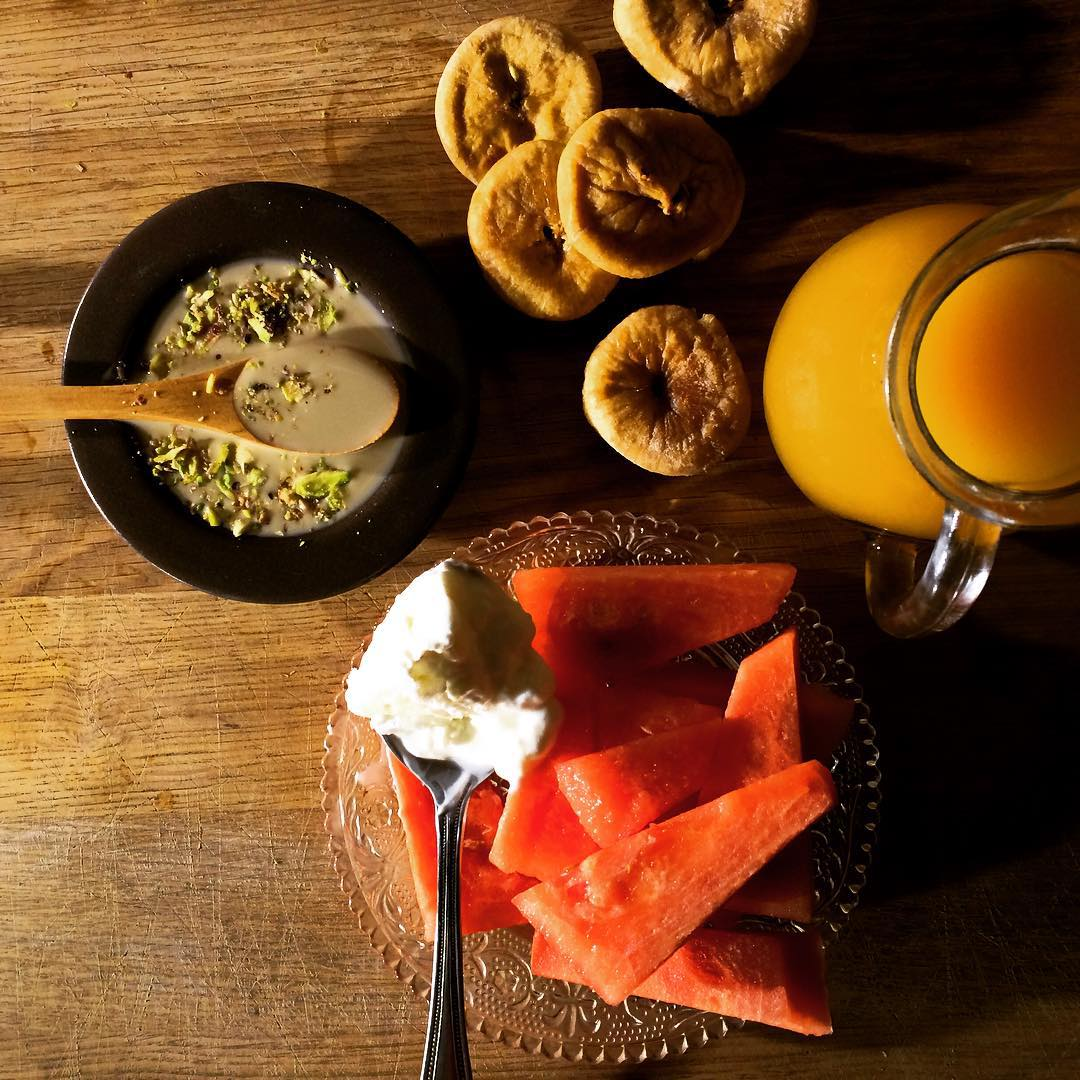
مثال على سحور أردني.

السَّحُور (بفتح السين) وجبةٌ يتناولها المسلمون وقتَ السَّحَر (أيْ: قبلَ أذان الفجر) في شهْر رَمَضانَ؛ لتخفيف أثر النهار على الصائم، وهي خفيفةٌ عادةً. والمُسَحِّر أو المسَحّراتي: مَنْ يُنادي سَحَرًا (قبلَ الفجر) ليوقظ الناس فيَتَسَحَّرون.

## لغةً
السَّحُورُ (بفتح السين) لُغَةً: طَعَامُ السَّحَرِ وَشَرَابُهُ، قَالَ ابْنُ الْأَثِيرِ: هُوَ بِالْفَتْحِ [أيْ: بفتح السين: سَحُور] اسْمُ مَا يُتَسَحَّرُ بِهِ وَقْتَ السَّحَرِ مِنْ طَعَامٍ وَشَرَابٍ، وَبِالضَّمِّ [أيْ: بِضَمِّ السين: سُحُور] الْمَصْدَرُ وَالْفِعْلُ نَفْسُهُ، أَكْثَرُ مَا رُوِيَ بِالْفَتْحِ، وَقِيلَ: إِنَّ الصَّوَابَ بِالضَّمِّ، لِأَنَّهُ بِالْفَتْحِ الطَّعَامُ وَالْبَرَكَةُ، وَالْأَجْرُ وَالثَّوَابُ فِي الْفِعْلِ لَا فِي الطَّعَامِ.
وَالسَّحَرُ بِفَتْحَتَيْنِ [أيْ: بفتح السين والحاء): آخِرُ اللَّيْلِ قُبَيْلَ الصُّبْحِ، الْجَمْعُ أَسْحَارٌ، وَقِيلَ: هُوَ مِنْ ثُلُثِ اللَّيْلِ الْآخَرِ إِلَى طُلُوعِ الْفَجْرِ.
فالسُّحُور (بضم السين) هو التَّسَحُّر، أيْ: الأكل أو الشرب وقتَ السَّحَر.
أما السَّحُور (بفتح السين) فهو ما يُتَسَحَّرُ به، أيْ: الطعام والشراب الذي يُتَسَحَّرُ به، مثلُ: الطَّهُور (بالفتح، أيْ: بفتح الطاء): لِمَا يُتَطَهَّرُ به، وبالضم (الطُّهُور) للتَّطَهُّر، وكذا الوَضُوء (بالفتح) لِمَا يُتَوَضَّأُ به، وبالضم للتَّوَضُّؤ. كذا قال ابْنُ حَجَر، والنَّوَوِيُّ، وابْنُ الأثير.

## النصوص الدينية
السُّحُور من السنن المستحبات، ووردت أحاديث عن النبي، في السحور، منها: في «(تَسَحَّرُوا فَإِنَّ فِي السَّحُورِ بَرَكَةً)» متفق عليه،  وفي تمييزِهِ صيامَ المسلمين، وصيامَ أهل الكتاب «فَصْلُ مَا بَيْنَ صِيَامِنَا وَصِيَامِ أَهْلِ الْكِتَابِ أَكْلَةُ السَّحَرِ» صحيح مسلم. وحكمه عند علماء الفقه: أن السُّحُور سُنَّة، وليس بواجب، فمن لم يتسحر فلا إثم عليه، لكنَّ تركَ هذه السنة خلافُ الأَولى.

## وَجَبات السُّحور التقليدية
- اللّبن والتمر
- اللّبن والأرز
- فواكه
- فطائر العسل وزيت الزيتون أو الزبدة
- مشتقات الألبان كالأجبان واللبنة واللبن الرائب
- قمر الدين
- البيض
- الفول و الفلافل.